# Копец, Ян Кароль
Ян Ка́роль Ко́пец (пол. Jan Karol Kopeć; oколо 1633, Варшава — 1680) — государственный деятель Речи Посполитой, управляющий гродненской экономии, дворянин королевского двора, державца Бельска-Поляского, каштелян трокский (1670—1680), подстолий великий литовский (1658), чашник великий литовский (1656), староста берестейский (1652), дрисский (1667), юрборский, нововольский и вержболовский (1661), маршалок Трибунала Великого княжества Литовского (1672), воевода полоцкий (1658—1670).
Представитель шляхетского рода Копец герба Крое. Отец — Василий (Базыли) Копец, каштелян новогродский.
Образование получил в первой в Польше средней светской школе — Новодворском коллегиуме. В 1636 году продолжил учёбу в Ягеллонском университете в Кракове, в 1641 году посещал занятия в падуанском университете.
В 1648 году был избран послом от Берестейского воеводства на элекционный сейм, на котором происходили выборы короля польского и великого князя литовского. Кроме того, в 1650 и 1653 годах был послом на ординарные сеймы.
Сторонник магнатской семьи Пацов, которых поддерживал на сеймах.
В браке с Лукрецией Марией Строцци родилась дочь Франтишка Копец-Сапега.